# 안성 칠장사 오불회괘불탱
안성 칠장사 오불회 괘불탱(安城 七長寺 五佛會 掛佛幀)은 대한민국 경기도 안성시 칠장사에 있는 조선 시대의 괘불탱(특별한 행사를 맞아 법당 앞뜰에 걸어놓는 대형 불화)이다. 1997년 9월 22일 대한민국의 국보 제296호로 지정되었다.
이 괘불은 길이 6.56m, 폭 4.04m의 크기이며, 구름을 이용하여 상·중·하 3단으로 구분되었다. 조선 인조 6년(1628)에 법형(法浻)이 그렸다. 17세기 전반의 불화 연구에 중요한 위치를 차지한다.

## 개요
괘불이란 절에서 큰 법회나 의식을 행하기 위해 법당 앞뜰에 걸어놓고 예배를 드리는 대형 불교그림이다. 칠장사 괘불은 길이 6.56m, 폭 4.04m의 크기로, 구름을 이용하여 상·중·하 3단으로 구분되었다.
맨 윗부분은 비로자나불을 중심으로 석가불과 노사나불이 좌우에 모셔진 삼신불을 묘사하고 있고, 중간은 약사불과 아미타불을 중심으로 여러 보살들이 있어 삼세불을 표현하였으며, 맨 아래에는 관음보살과 지장보살이 그려져 수미산 정상의 도솔천궁을 표현하였다. 이러한 3단 배치는 예배자들에게 삼신불과 삼세불의 세계를 통해 진리를 깨우치게 하고, 관음보살과 지장보살의 구원으로 도솔천궁에 이를 수 있음을 보여주는 것으로 이 괘불의 가장 큰 특징이라 하겠다.
채색은 녹색을 주로 하고 황색과 황토색을 대비시켜 다소 어두워 보이나, 옷 처리를 붉은색으로 하여 경쾌함을 느낄 수 있다.
이 괘불은 조선 인조 6년(1628)에 법형(法浻)이 그린것이다. 괘불에서 보이는 단아하고 세련된 인물의 형태와 짜임새 있는 구도, 섬세한 필치 등은 당대를 대표하는 것으로, 이 작품은 17세기 전반의 불화 연구에 중요한 위치를 차지하고 있다.

## 참고 자료
- 안성 칠장사 오불회괘불탱 - 국가유산청 국가유산포털